# Маршалл, Тайрон
Та́йрон Э́вертон Ма́ршалл (англ. Tyrone Everton Marshall; род. 12 ноября 1974, Кингстон, Ямайка) — ямайский футболист, выступавший на позиции защитника, и футбольный тренер. Всю свою игровую карьеру провёл в клубах MLS. Играл за сборную Ямайки.

## Ранние годы
Маршалл переехал в район Форт-Лодердейла, штат Флорида, когда ему было двенадцать лет. Он посещал колледж Линдси Уилсон с 1994 по 1995 год до перехода во Флоридский международный университет, где он играл за мужскую футбольную команду с 1996 по 1997 год.

## Клубная карьера

### «Колорадо Рэпидз»
Маршалл был взят в «Колорадо Рэпидз», став 11-м в колледжном драфте MLS 1998 года. Он сыграл только один матч в Колорадо, а затем 14 августа 1998 года вместе с Джейсоном Бойсом был обменян в «Майами Фьюжн» на Дэвида Водриэла.

### «Майами Фьюжн» и «Лос-Анджелес Гэлакси»
Маршалл провёл следующие три с половиной сезона в Майами, где начал как форвард, затем перешёл в центр поля, а в итоге занял позицию в обороне. После расформирования клуба Маршалл был взят «Лос-Анджелес Гэлакси» в рамках драфта распределения MLS 2002 года под девятым номером. Он помог «Гэлакси» победить в Кубке MLS 2002 года.
13 июня 2007 года Маршалл на 89-й минуте получил красную карточку за подкат, которым он сломал ногу нападающему «Далласа», Кенни Куперу. Красная карточка предполагала обязательную дисквалификацию на одну игру и штраф в размере $ 250, но Дисциплинарный комитет MLS единогласно принял решение о продлении срока дисквалификации на две дополнительные игры и добавочный штраф в размере $ 1250.

### «Торонто»
13 июня 2007 года Маршалл перешёл в «Торонто» в обмен на Эдсона Баддла после пяти сезонов с «Гэлакси». Маршалл закрепился в обороне «Торонто» и сыграл 16 матчей с первых минут в течение сезона 2007 года. Маршалл сумел отомстить бывшему клубу за свою продажу, когда «Торонто» завоевал свою первую победу в сезоне 2008 года именно в Лос-Анджелесе.

### «Сиэтл Саундерс»

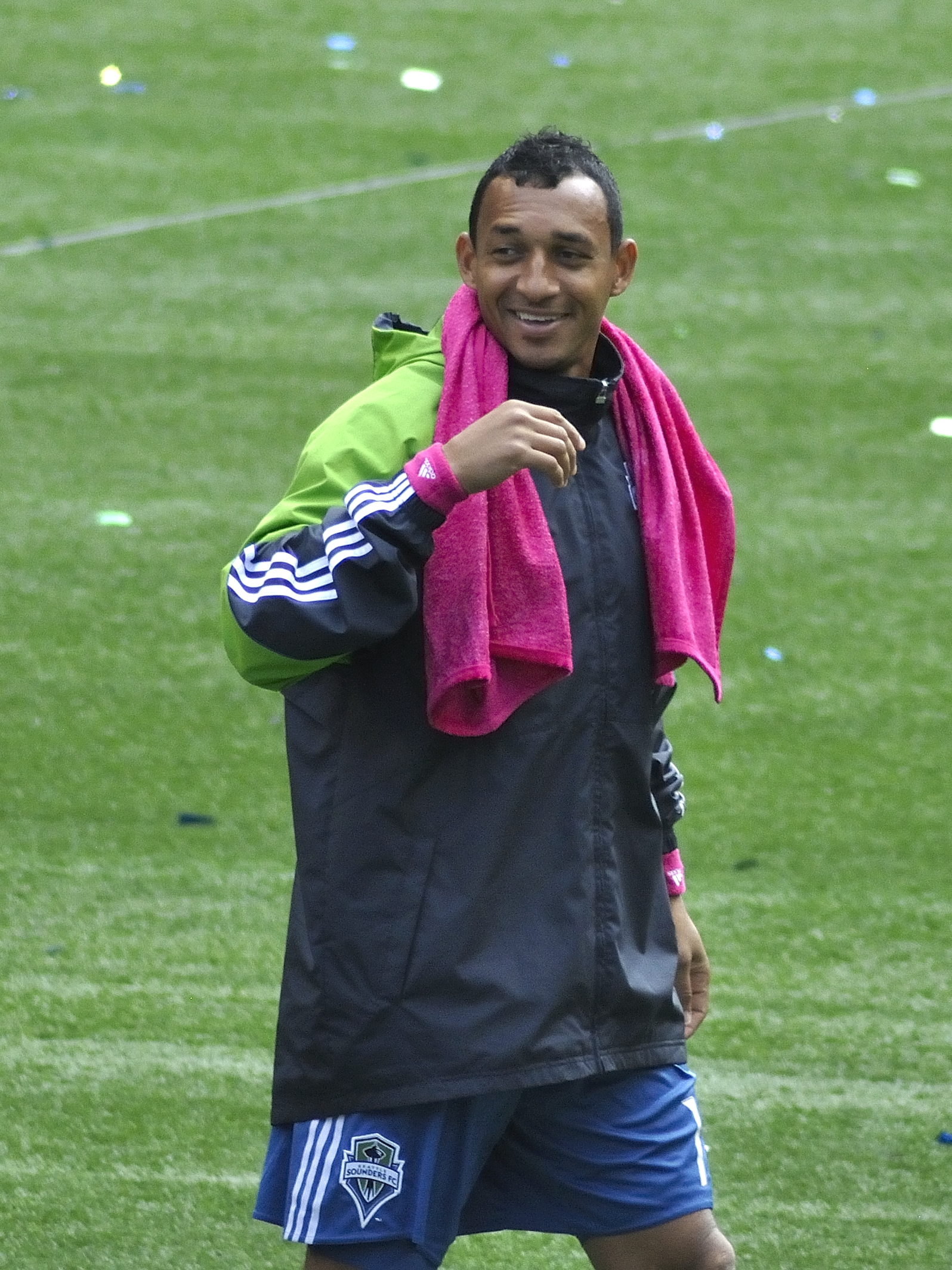
Маршалл в «Сиэтл Саундерс» (2 октября 2010 года)

Маршалл был продан в «Сиэтл Саундерс» за неназванную сумму в распределительных средствах 10 февраля 2009 года. Он забил свой первый гол за «Саундерс» 1 мая в матче против «Чикаго Файр», игра завершилась вничью 1:1. Он также отдал голевую передачу на Стива Закуани в матче против «Сан-Хосе Эртквейкс». Однако на 86-й минуте матча против «Ди Си Юнайтед» Маршалл случайно срезал мяч в свои ворота головой и отобрал победу у своей команды (3:3). Он забил свой второй гол за клуб 17 октября в игре против «Канзас-Сити Уизардс». После сезона MLS 2010 «Саундерс» не стали задействовать опцию продления, прописанную в контракте Маршалла.

### Возвращение в «Колорадо Рэпидз»
Оказавшись на драфте возвращений MLS 2010 года, Маршалл был взят «Колорадо Рэпидз» на его втором этапе 15 декабря. Маршалл согласовал с клубом условия своего контракта 3 января 2011 года.
Маршалл покинул «Рэпидз» 16 ноября 2012 года. Он был участником драфта возвращений MLS 2012 года и стал свободным агентом после отсутствия интереса к нему в обоих турах проекта. Не сумев найти себе новый клуб, он завершил карьеру.

## Карьера в сборной
Маршалл был основным игроком ямайской сборной. 6 февраля 2008 года Маршалл сравнял счёт в матче с Коста-Рикой, благодаря чему его команда спаслась от поражения (1:1). 26 марта Маршалл в схожей ситуации восстановил паритет в матче с Тринидадом и Тобаго, который также завершился вничью 2:2. 18 июня он забил на выезде в матче квалификации к чемпионату мира 2010 против Багам, Ямайка разгромила соперника со счётом 6:0. Он сыграл в 81 матче в 2000—2010 годах до ухода из международного футбола в январе 2010 года после игры с Канадой.

## Тренерская карьера
6 февраля 2014 года Маршалл был назначен главным тренером клуба Премьер-лиги развития ЮСЛ «Ривер Сити Роверс».
6 января 2015 года Маршалл вошёл в тренерский штаб «Реал Солт-Лейк» в качестве ассистента главного тренера Джеффа Кассара. Он ассистировал и двум следующим тренерам клуба, Майку Петке и Фредди Хуаресу.
В феврале 2021 года Маршалл, выразив желание быть ближе к своей семье в Кентукки, покинул РСЛ по взаимному согласию сторон и присоединился к академии «Цинциннати», став тренером группы до 19 лет. 27 сентября 2021 года, после увольнения Япа Стама, Маршаллу было поручено исполнять обязанности главного тренера «Цинциннати». 22 февраля 2022 года «Цинциннати» объявил о формировании своего фарм-клуба в новой лиге резервистов MLS NEXT Pro — «Цинциннати 2», главным тренером которого стал Маршалл.